# Reichsstraße 350
Die Reichsstraße 350 (R 350) war bis 1945 eine Staatsstraße des Deutschen Reichs, die vollständig auf 1938/1939 annektiertem, bis dahin tschechischem Gebiet lag. Die Straße nahm ihren Anfang an der damaligen Reichsstraße 373 rund 19 Kilometer östlich von Olomouc (Olmütz) in Velký Újezd (1939–1945 Groß Aujest), überschritt unmittelbar danach die Grenze zwischen dem Protektorat Böhmen und Mähren und dem annektierten Sudetenland, durchzog den 1946 eingerichteten jetzigen, in den Oderbergen (Oderské vrchy) gelegenen Truppenübungsplatz Libavá und verlief über Potštát (Bodenstadt), wo die Reichsstraße 148 einmündete, und Fulnek zum heutigen Ortsteil Svinov von Ostrava (Mährisch-Ostrau), wo sie an der damaligen Reichsstraße 145 endete.
Ihre Gesamtlänge betrug rund 73 Kilometer.